# 조란 렌둘리치
조란 렌둘리치(Зopaн Peндулић, 1984년 5월 22일 ~ )는 보스니아 헤르체고비나 출생 세르비아의 전직 축구 선수로 과거 포지션은 수비수였다.